# 스타디메르
스타디메르(영어: Star Dimer)는 대한민국 경상남도 거제시 장승포동에 지어질 예정이었다. 2016년에 착공하여 2019년 7월 입주 예정이었으나 공사가 중단되었다.

## 같이 보기
- 경상남도의 마천루 목록
- 거제시의 마천루 목록